# Sainte-Marie-du-Bois
|  | Per a altres significats, vegeu «Sainte-Marie-du-Bois (Mayenne)». |

Sainte-Marie-du-Bois és un municipi francès al departament de la Mànega (regió de Normandia). L'any 2007 tenia 57 habitants.

## Demografia

### Població
El 2007 la població de fet de Sainte-Marie-du-Bois era de 57 persones. Hi havia 28 famílies de les quals 12 eren unipersonals (12 homes vivint sols), 8 parelles sense fills, 4 parelles amb fills i 4 famílies monoparentals amb fills.
La població ha evolucionat segons el següent gràfic:

### Habitatges
El 2007 hi havia 53 habitatges, 29 eren l'habitatge principal de la família, 15 eren segones residències i 9 estaven desocupats. 52 eren cases i 1 era un apartament. Dels 29 habitatges principals, 22 estaven ocupats pels seus propietaris, 5 estaven llogats i ocupats pels llogaters i 2 estaven cedits a títol gratuït; 4 tenien dues cambres, 6 en tenien tres, 6 en tenien quatre i 13 en tenien cinc o més. 24 habitatges disposaven pel capbaix d'una plaça de pàrquing. A 22 habitatges hi havia un automòbil i a 5 n'hi havia dos o més.

### Piràmide de població
La piràmide de població per edats i sexe el 2009 era:
| Homes | Edats   | Dones |
| ----- | ------- | ----- |
| 0     | 95 o +  | 0     |
| 0     | 90 a 94 | 0     |
| 0     | 85 a 89 | 0     |
| 0     | 80 a 84 | 0     |
| 4     | 75 a 79 | 4     |
| 4     | 70 a 74 | 8     |
| 0     | 65 a 69 | 0     |
| 0     | 60 a 64 | 0     |
| 8     | 55 a 59 | 4     |
| 0     | 50 a 54 | 4     |
| 4     | 45 a 49 | 0     |
| 0     | 40 a 44 | 0     |
| 0     | 35 a 39 | 0     |
| 4     | 30 a 34 | 0     |
| 0     | 25 a 29 | 0     |
| 0     | 20 a 24 | 0     |
| 0     | 15 a 19 | 0     |
| 0     | 10 a 14 | 0     |
| 0     | 5 a 9   | 0     |
| 0     | 0 a 4   | 0     |

## Economia
El 2007 la població en edat de treballar era de 29 persones, 21 eren actives i 8 eren inactives. De les 21 persones actives 20 estaven ocupades (12 homes i 8 dones) i 1 aturada (1 home). De les 8 persones inactives 7 estaven jubilades i 1 estava classificada com a «altres inactius».
Activitats econòmiques
L'any 2000 a Sainte-Marie-du-Bois hi havia 16 explotacions agrícoles que ocupaven un total de 188 hectàrees.

## Poblacions properes
El següent diagrama mostra les poblacions més properes.